# Campionato italiano di calcio da tavolo 1980
Il sesto campionato italiano di Subbuteo agonistico (Calcio da tavolo) venne organizzano dalla F.I.C.M.S. a Mestre nel 1980. La gara fu suddivisa nella categoria "Seniores" e nella categoria "Juniores". Quest'ultima riservata ad i giocatori "Under16".

## Medagliere
| Pos. | Regione        |   |   |   | Totale |
| ---- | -------------- | - | - | - | ------ |
| 1    | Emilia-Romagna | 1 | 0 | 0 | 1      |
| 2    | Abruzzo        | 1 | 0 | 0 | 1      |
| 3    | Calabria       | 0 | 1 | 0 | 1      |
| 4    | Veneto         | 0 | 1 | 0 | 1      |
| 5    | Liguria        | 0 | 0 | 1 | 1      |
| 6    | Lombardia      | 0 | 0 | 1 | 1      |

## Risultati

### Categoria Seniores

#### Girone A
- Alessandro Benedetti - Davide Massino 0-1
- Edoardo Bellotto - Piero Gola 1-1
- Alessandro Benedetti - Edoardo Bellotto 0-2
- Davide Massino - Piero Gola 1-3
- Alessandro Benedetti - Piero Gola 1-3
- Davide Massino - Edoardo Bellotto 1-2

#### Girone B
- Stefano De Francesco - Antonio Caruso 2-1
- Marco Fantozzi - Marco Baj 1-2
- Stefano De Francesco - Marco Fantozzi 3-0
- Antonio Caruso - Carlo Signorelli 0-2
- Stefano De Francesco - Marco Baj 1-1
- Marco Fantozzi - Carlo Signorelli 0-1
- Stefano De Francesco - Carlo Signorelli 2-2
- Antonio Caruso - Marco Baj 1-1
- Antonio Caruso - Marco Fantozzi 2-2
- Marco Baj - Carlo Signorelli 1-1

#### Girone C
- Montella - Ugo Murgia 0-6
- Pasquale Bartolo - Maurizio Visconti 2-0
- Montella - Pasquale Bartolo 1-6
- Montella - Maurizio Visconti 1-4
- Ugo Murgia - Maurizio Visconti 4-2
- Ugo Murgia - Pasquale Bartolo 4-2

#### Girone D
- Nicola Di Lernia - Salvatore Cundari 1-3
- Renzo Frignani - Luigi Bolognini 3-1
- Nicola Di Lernia - Renzo Frignani 3-3
- Nicola Di Lernia - Luigi Bolognini 1-1
- Salvatore Cundari - Luigi Bolognini 2-1
- Salvatore Cundari - Renzo Frignani 2-2

#### Quarti di finale
- Piero Gola - Carlo Signorelli 0-3
- Edoardo Bellotto - Stefano De Francesco 0-1
- Ugo Murgia - Renzo Frignani 1-4
- Pasquale Bartolo - Salvatore Cundari 1-4

#### Semifinali
- Carlo Signorelli - Renzo Frignani 0-6
- Stefano De Francesco- Salvatore Cundari 1-2

#### Finali
Finale 7º/8º posto
Edoardo Bellotto - Ugo Murgia 0-2
Finale 5º/6º posto
Pasquale Bartolo - Piero Gola 4-2
Finale 3º/4º posto
Stefano De Francesco - Carlo Signorelli 1-2
Finale 1º/2º posto
Renzo Frignani - Salvatore Cundari 2-1 d.t.s.

### Categoria Juniores

#### Girone A
- Andrea Antiga - Piero Turano 1-0
- Marcello Cotugno - Camnasio	1-0
- Andrea Antiga - Marcello Cotugno 3-0
- Piero Turano - Camnasio	1-3
- Andrea Antiga - Camnasio	1-1
- Piero Turano - Marcello Cotugno 0-5

#### Girone B
- Rossi - Macconi	2-0
- Luca Mancini - Mallamo 1-1
- Rossi - Luca Mancini 0-1
- Macconi - Fabio Belloni 1-0
- Rossi - Mallamo	3-1
- Luca Mancini - F. Belloni 2-0
- Rossi - Fabio Belloni 3-3
- Macconi - Mallamo 3-1
- Macconi - Luca Mancini 0-2
- Mallamo - Fabio Belloni 3-3

#### Girone C
- Dino Ricco - De Siati 1-4
- Perugini - Licata 1-1
- Dino Ricco - Perugini 2-3
- De Siati - Cerebuch 0-0
- Dino Ricco - Licata	2-4
- Perugini - Cerebuch 0-0
- Dino Ricco - Cerebuch 0-2
- De Siati - Licata 1-5
- De Siati - Perugini 2-2
- Licata - Cerebuch 1-1

#### Girone D
- Giorgio Salmon - M. Bechini	4-0
- De Simone - Giuseppe Ogno 0-3
- Giorgio Salmon - De Simone 4-2
- Giorgio Salmon - Giuseppe Ogno 2-0
- M. Bechini - Giuseppe Ogno 0-1
- M. Bechini - De Simone 2-1

#### Quarti di finale
- Andrea Antiga - Rossi 4-1
- Licata - Giuseppe Ogno 1-4
- Cerebuch - Giorgio Salmon 2-4
- Marcello Cotugno - Luca Mancini 1-3

#### Semifinali
- Andrea Antiga - Giuseppe Ogno 3-2
- Luca Mancini - Giorgio Salmon	3-1

#### Finali
Finale 7º/8º posto
Licata - Cerebuch 4-1
Finale 5º/6º posto
Rossi - Marcello Cotugno 6-5
Finale 3º/4º posto
Giorgio Salmon - Giuseppe Ogno 4-1
Finale 1º/2º posto
Andrea Antiga - Luca Mancini 2-0